# Charoides distincta
Charoides distincta là một loài bọ cánh cứng trong họ Cerambycidae.